# Al Strobel
Pour les articles homonymes, voir Strobel.
Albert Michael Strobel, dit Al Strobel, né le 28 janvier 1939 à Seattle (Washington) et mort le 2 décembre 2022 à Eugene (Oregon), est un acteur américain. 
Il est principalement connu pour son rôle de Mike (Philip Gerard) dans la série Twin Peaks et le film dérivé de cette même série, intitulé Twin Peaks: Fire Walk with Me.